# یواس‌ان‌اس میشن سن خوان (تی-ای‌او-۱۲۶)
یواس‌ان‌اس میشن سن خوان (تی-ای‌او-۱۲۶) (به انگلیسی: USNS Mission San Juan (T-AO-126)) یک کشتی بود که طول آن ۵۲۳ فوت ۶ اینچ (۱۵۹٫۵۶ متر) بود. این کشتی در سال ۱۹۴۳ ساخته شد.